# فيكتور غريفين
فيكتور غريفين (بالإنجليزية: Victor Griffin)‏ هو قسيس أيرلندي، ولد في 24 مايو 1924، وتوفي في 11 يناير 2017.